# Szváziföld világörökségi helyszínei
Szváziföld területéről eddig egy helyszín sem került fel a világörökségi listára, egy helyszín a javaslati listán várakozik felvételre. 
| Megnevezés     | Kép | Típus      | Kritérium | Év   | Link |
| -------------- | --- | ---------- | --------- | ---- | ---- |
| Ngwenya bányái |     | Kulturális | III       | 2008 | 5421 |